# Darian Townsend
Pour les articles homonymes, voir Townsend.
Darian Roy Townsend, né le 28 août 1984 à Pinetown dans la banlieue de Durban, est un nageur sud-africain spécialiste des épreuves de sprint et de 4 nages. Lors de sa première participation olympique, le nageur a conquis la médaille d'or sur l'épreuve du relais 4 × 100 m nage libre avec ses compatriotes Roland Schoeman, Lyndon Ferns et Ryk Neethling. En 2014, il opte pour la nationalité américaine.

## Biographie
Le nageur participe aux Mondiaux 2003 de Barcelone au sein du relais 4 × 100 m nage libre sud-africain. En progression constante grâce aux performances des leaders que sont Roland Schoeman et Ryk Neethling, le quatuor termine à la huitième place de la finale. Abaissant régulièrement leur meilleurs temps personnels, les relayeurs sud-africains font figures d'outsiders pour le rendez-vous olympique qui se profile. Ainsi, sélectionné pour les Jeux olympiques de 2004 organisés à Athènes, Townsend participe à la victoire du relais sud-africain lors de l'épreuve du 4 × 100 m nage libre. Avec ses compatriotes, il établit même un nouveau record du monde en tant que troisième relayeur. C'est la première fois qu'un relais africain s'imposait aux Jeux olympiques. Il participe par ailleurs à l'épreuve du 200 m 4 nages mais ne parvient pas à passer l'étape des séries éliminatoires.

## Palmarès

### Jeux olympiques
- Jeux olympiques de 2004 à Athènes (Grèce) :
  -  Médaille d'or avec le relais sud-africain sur l'épreuve du 4 × 100 m nage libre (3 min 13 s 17 RM).

### Championnats du monde
- Championnats du monde 2011 à Shanghai (Chine) :
  - 6e lors de la finale du 4 × 100 m nage libre (3 min 15 s 01)
- Championnats du monde 2003 à Barcelone (Espagne) :
  - 8e lors de la finale du 4 × 100 m nage libre (8 min 18 s 79)

### Championnats du monde en petit bassin
- Championnats du monde de natation en petit bassin 2014 à Doha (Qatar) :
  -  Médaille d'or du 4 x 200 m nage libre (participe seulement aux séries)
  -  Médaille d'or du 4 x 50 m nage libre mixte (participe seulement aux séries)
  -  Médaille d'argent du 4 x 50 m nage libre (participe seulement aux séries)
  -  Médaille d'argent du 4 x 100 m quatre nages (participe seulement aux séries)
  -  Médaille de bronze du 4 x 100 m  nage libre (participe seulement aux séries)

### Jeux africains
- Jeux africains de 2011 à Maputo (Mozambique) :
  -  Médaille d'or du 4 x 100 m nage libre (3 min 19 s 42)
  -  Médaille d'or du 4 x 200 m nage libre (7 min 33 s 63)
  -  Médaille d'or du 4 x 100 m quatre nages (3 min 46 s 47)
  -  Médaille d'argent du 200 m nage libre (1 min 49 s 4)
  -  Médaille d'argent du 200 m quatre nages (2 min 1 s 76)
- Jeux africains de 2007 à Alger (Algérie) :
  -  Médaille d'or du 4 x 200 m nage libre (7 min 31 s 70)
  -  Médaille de bronze du 200 m quatre nages (2 min 6 s 10)

### Jeux du Commonwealth
- Jeux du Commonwealth de 2010 à Delhi (Inde) :
  -  Médaille de bronze du 4 x 100 m nage libre (3 min 15 s 21)
  -  Médaille de bronze du 4 x 200 m nage libre (7 min 14 s 18)

## Records
Il fut détenteur du record du monde du relais 4 × 100 m nage libre, performance réalisée avec ses compatriotes lors de la finale olympique à Athènes en 2004.